# Paul (bageri)
Paul, eller Boulangeries Paul SAS, er en fransk kæde bestående af bageri/café-restauranter, og blev etableret af Charlemagne Mayot i 1889 i byen Croix i det nordlige Frankrig.  Virksomheden har sit hovedkontor i Marcq-en-Barœul, der ligger ved byen Lille.
Bagerierne og caféerne med varemærket Paul har specialiseret sig i at fremstille og sælge typisk franske produkter, herunder brød, crêpe, sandwich, makroner, supper, kager, bagværk, kaffe, vin og øl. Der er (per marts 2013) 449 af dem beliggende i 24 lande spredt over hele verden. Paul er en virksomhed i Groupe Holder.